# Tony Kaltack
Tony Kaltack (5 de noviembre de 1996) es un futbolista vanuatuense que juega como delantero en el Erakor Golden Star. Su hermano Brian y su primo Jean también son futbolistas.

## Carrera
En 2011 debutó en el Erakor Golden Star.

### Clubes
| Club                           | País          | Año           |
| ------------------------------ | ------------- | ------------- |
| Erakor Golden Star             | Vanuatu       | 2011-2018     |
| Rewa FC                        | Fiyi          | 2018-2019     |
| Solomon Warriors Football Club | Islas Salomón | 2020          |
| Erakor Golden Star             | Vanuatu       | 2020-presente |

### Selección nacional
Disputó cinco encuentros y marcó tres goles con la selección vanuatuense sub-17 en el Campeonato de la OFC 2011. Con el combinado sub-20 hizo dos goles en cuatro partidos en el marco del torneo oceánico 2014. Fue convocado para afrontar los Juegos del Pacífico 2015 con el seleccionado sub-23, donde anotó dieciséis tantos frente a Micronesia.
Representando a la selección mayor hizo su debut en 2016 en un amistoso ante Nueva Caledonia. Posteriormente ese año sería convocado a la Copa de las Naciones de la OFC.